# Acoenonia perissa
Acoenonia perissa är en tvåvingeart som beskrevs av Pritchard 1947. Acoenonia perissa ingår i släktet Acoenonia och familjen gallmyggor.
Artens utbredningsområde är Minnesota. Inga underarter finns listade i Catalogue of Life.